# Kulturkrönika
En kulturkrönika är en textgenre som ofta används inom journalistiken. Kulturkrönikor återfinns ofta på kultursidorna, och skiljer sig innehållsmässigt från andra former av krönikor då texten behandlar ett ämne inom kulturområdet. Kultur är ett brett begrepp, där ämnen som litteratur, konst, musik, teater, film och design kan ingå.
En kulturkrönika kan även benämnas som en kolumn eller ett kulturellt kåseri, där det lättsamma även kan ha en allvarlig underton. En krönikör eller en kolumnist kan i regel använda sig av ett friare språk än vad exempelvis en nyhetsskribent kan. Det är också friare att använda det egna ”jaget” i en kulturkrönika och dela med sig av egna erfarenheter som är relevanta för ämnet. Ordet ”jag” behöver inte finnas explicit i krönikan, utan författarens personlighet kan visas underförstått genom sättet att uttrycka sig. 

## Kulturkrönikörens roll och krönikans användningsområde
Krönikörens roll kan vara att upplysa, underhålla och uppmana till eftertanke. En bra krönika anses böra innehålla dokumenterade fakta, inte bara reflektioner och spekulationer. De artiklar som bara innehåller det sistnämnda kallas inom tidningsvärlden för tumsugare.  I likhet med tidningars ledarsidor förekommer det att kulturkrönikören ges utrymme att ta ställning i politiska eller sociala frågor.
Kulturkrönikör har en tydlig avsändare eftersom det är en personlig text. Inte sällan förekommer bildbyline. Personer som skriver kulturkrönikor i tidningar gör ofta det regelbundet, exempelvis en gång i veckan. Nordenson menar att man kan likna krönikan vid ett vardagsrum där läsaren känner igen sig och får möta krönikörer som, med ett personligt tilltal, kommenterar det som läsaren kanske funderat på själv. 
Exempel på kända kulturkrönikörer är Aftonbladets Jan Guillou och Expressens före detta krönikör Linda Skugge.